# Équipe unifiée d'Allemagne aux Jeux olympiques d'hiver de 1960
Aux Jeux olympiques d'hiver de 1960 à Squaw Valley, aux États-Unis, l'Allemagne de l'Ouest et l'Allemagne de l'Est se présentent sous la même bannière. De 1956 à 1964, les athlètes de l'Équipe unifiée d'Allemagne concourent sous le sigle GER. Le CIO le modifie rétroactivement en EUA (« Équipe unifiée allemande »). Cette équipe subsiste jusqu'aux Jeux olympiques d'été de 1964 à Tōkyō.
La délégation allemande, composée de 74 athlètes, a récolté en tout 8 médailles : 4 en or, 3 en argent et 1 en bronze. Elle a terminé au 2e rang du classement des médailles derrière l'Union soviétique.

## Médailles
| Médaille                            | Nom                               | Sport               | Compétition         |
| ----------------------------------- | --------------------------------- | ------------------- | ------------------- |
| Médaille d'or, Jeux olympiques      | Georg Thoma                       | Combiné nordique    | Hommes              |
| Médaille d'or, Jeux olympiques      | Helga Haase                       | Patinage de vitesse | 500 mètres femmes   |
| Médaille d'or, Jeux olympiques      | Helmut Recknagel                  | Saut à ski          | Hommes              |
| Médaille d'or, Jeux olympiques      | Heidi Biebl                       | Ski alpin           | Descente femmes     |
| Médaille d'argent, Jeux olympiques  | Marika Kilius Hans-Jürgen Bäumler | Patinage artistique | Couples             |
| Médaille d'argent, Jeux olympiques  | Helga Haase                       | Patinage de vitesse | 1 000 mètres femmes |
| Médaille d'argent, Jeux olympiques  | Hans-Peter Lanig                  | Ski alpin           | Descente hommes     |
| Médaille de bronze, Jeux olympiques | Barbi Henneberger                 | Ski alpin           | Slalom femmes       |